# Pierra Menta
Pierra Menta – szczyt w Alpach Graickich, części Alp Zachodnich. Leży we wschodniej Francji w regionie Owernia-Rodan-Alpy. Należy do Masywu Beaufortain. Szczyt można zdobyć ze schroniska Rrefuge de Presset (2415 m).